# Церковь Антония Римлянина (Почеп)
Церковь преподобного Антония Римлянина — православный храм в городе Почепе Брянской области, расположенный на территории Красного кладбища. Относится к Клинцовской епархии Русской православной церкви.
Главный престол освящён во имя святого Антония Римлянина. Из-за ошибки, допущенной при составлении «Свода памятников архитектуры и монументального искусства России», получило широкое распространение ошибочное утверждение о том, что храм посвящён Антонию и Феодосию Печерским.

## История
Храм построен почепским мещанином С. Милашенко в 1798—1801 годах для замены сгоревшей деревянной церкви. Службы в храме проводили священнослужители церкви во имя Архангела Михаила. После закрытия последней в 1930-х годах, её клир перешёл в этот храм. В 1960 году церковь Преподобного Антония Римлянина была закрыта, а в её помещении размещён районный архив. С 1980-х здание пустовало. В 1999 году храм был восстановлен. В 2005 году построена новая колокольня.

## Архитектура
Храм представляет собой кирпичное оштукатуренное здание в стиле позднего классицизма. Храм имеет форму ротонды, к которой присоединены четыре более низкие прямоугольные рукава одинакового размера, образующие крест. Три рукава оканчиваются входными портиками, а в восточном расположен алтарь.